# Aleksander Gorbatikov
Aleksander Valerevič Gorbatikov (rusko Александр Валерьевич Горбатиков), ruski rokometaš, * 4. junij 1982.
Leta 2004 je na poletnih olimpijskih igrah v Atlanti v sestavi ruske reprezentance osvojil bronasto olimpijsko medaljo.